# Natasja Vermeer
| Natasja Vermeer                           | Natasja Vermeer                                              |
| Kattints az alábbi külső linkek egyikére! | Kattints az alábbi külső linkek egyikére!                    |
| ----------------------------------------- | ------------------------------------------------------------ |
| Nem található szabad kép.(?)              |                                                              |
| külső link · jogvédett                    | Az „Emmanuelle Private Collection” címszerepében (2003-2004) |

Natasja Vermeer (Enschede, 1973) holland fotomodell, filmszínésznő, erotikus színésznő, dalszerző, énekesnő, állatvédő aktivista.

## Pályája
Fotomodellként és divatmodellként dolgozott. 1992-ben volt egy kisebb szerepe egy holland televíziós sorozat egyik epizódjában. 2003-ban aztán megkapta a címszerepet az Emmanuelle-franchise keretén belül készülő, Emmanuelle – The Private Collection című szoftpornó-filmsorozat mind a hét filmjében. Ezt a sorozatot francia és amerikai rendezők készítették 2003–2006 között. Televíziós filmeknek készültek, de később alapvetően videokazettán, később DVD-n forgalmazták őket.
Emellett dalszerzőként és énekesként is működik. Maga írta és énekelte az Emmanuelle-filmek két dalbetétjét, és személyesen közreműködött ezek stúdiómunkáiban is. Az Emmanuelle-filmek mellett 2005-ben szerepelt a Private Moments című amerikai romantikus filmvígjátékban is.

2006-ban megjelent és nyilatkozott a The Dark Side of Porn című brit televíziós dokumentumfilm-sorozat egyik filmjében, a „Hunting Emmanuelle”-ben, ahol a résztvevők az 1974-es első Emmanuelle-film keletkezésének körülményeiről, kulturális hatásáról, számos későbbi „folytatásainak” és utánzatainak minőségéről, a  pornográfia kevésbé ismert, sötét oldaláról beszéltek.
 
A dokumentumfilmben szerepelt és nyilatkozott Sylvia Kristel, Emmanuelle első megszemélyesítője, Just Jaeckin rendező, több színész és médiaszemélyiség, sőt (archív felvételekről) Richard Nixon és Margaret Thatcher korabeli véleményét is bevágták. Natasja Vermeer további filmjeiről nincs információ.
Aktívan támogatja az állatok jogaiért és az állatok védelméért dolgozó szervezeteket és mozgalmakat. 2008-ban meztelenül (de angyalszárnyakkal) állt modellt egy poszterhez, az állatok etikus kezeléséért küzdő nemzetközi szervezetnek, a People for the Ethical Treatment of Animals (PETA) szőrmeviselés-ellenes európai kampányának segítésére.

 
Natasja példáját követte Bernie Ecclestone középső leánya, Tamara is, aki szintén modellt állt hasonló célú PETA-poszterekhez, 2008-ban,

majd 2011-ben is.

## Filmszerepei
- 1992: Oppassen!!!, holland tévésorozat, „Blijven denken” epizód, asszisztensnő

- 2003: Emmanuelle Private Collection: The Art Of Ecstasy, tévéfilm, rendezte Yamie Philippi; Emmanuelle[11]

- 2003: Emmanuelle Private Collection: Sex Goddess, mozifilm, rendezte Yamie Philippi; Emmanuelle[12]

- 2003: Emmanuelle, la collection privée: Sexual Spells - Les sortilèges d’Emmanuelle, tévéfilm, rendezte Jean-Jacques Lamore; Emmanuelle[13]

- 2004: Emmanuelle Private Collection: Sex Talk, tévéfilm, rendezte „KLS”; Emmanuelle[14]

- 2004: Emmanuelle Private Collection: The Sex Lives Of Ghosts, tévéfilm, rendezte Maxamillion Eckes; Emmanuelle[15]

- 2004: Emmanuelle the Private Collection: Emmanuelle vs. Dracula, tévéfilm, rendezte „KLS”; Emmanuelle[16]

- 2005: Private Moments, mozifilm, rendezte Jag Mundhra; szerep: Marie[17]

- 2005: The Dark Side of Porn, brit dokumentumfilm-sorozat, „Hunting Emmanuelle” epizód, önmaga

- 2006: Emmanuelle Private Collection: Jesse’s Secrets Desires, videó, rendezte Jill Hayworth; Emmanuelle[18]

- 2006: Emmanuelle Tango, mozifilm, rendezte Milos Twilight; Emmanuelle[19]

## Lemezfelvételei
- 2004: Emmanuelle: The Private Collection[20][21][22]
- 2005: Sunset and Sunrise 5.
- 2005: Lazy Hours